# Блохино (Пензенская область)
Блохино (бывшее Никольское) — село в Бессоновском районе Пензенской области, входит в состав Полеологовского сельсовета.

## История
В 1677 году в Пензе служили Савин Федорович, Елисей Семенович и Иван Алексеевич Блохины. В 1704 году пензенец Алексей Григорьевич Блохин послал челобитную о разрешении построить в своей вотчине церковь во имя Николая Чудотворца, которую построил в 1707 году. По его фамилии потом и было названо село. В 1710 году называлось село Никольское, в нём было 13 дворов деловцев и 15 крестьянских дворов.
В XIX веке входило в состав Чертковской волости Пензенского уезда. В 1885 построена деревянная церковь в память Усекновения главы Иоанна Предтечи. В 1894 работало земское училище.

## Население
| 1710  | 1747  | 1782  | 1864 | 1877  | 1897  | 1911  |
| ----- | ----- | ----- | ---- | ----- | ----- | ----- |
| 79    | ↗404  | ↗1234 | ↘941 | ↗1068 | ↗1244 | ↗1328 |
| 1926  | 1930  | 1959  | 1979 | 1989  | 1996  | 2002  |
| ↗1539 | ↗1576 | ↘911  | ↘638 | ↗744  | ↗770  | ↘640  |
| 2010  |       |       |      |       |       |       |
| ↗690  |       |       |      |       |       |       |

Село является местом компактного расселения мордвы, которая составляет 15 % населения села.

## Известные люди
- Анатолий Ковлягин (1938—2009) — бывший губернатор Пензенской области (1993—1998).